# Mittelmeersyndrom
Das „Mittelmeersyndrom“ (auch bekannt als Morbus Bosporus, Morbus Balkan, Morbus mediterraneus, anatolischer Schmerz, Mamma-mia-Syndrom) ist ein abwertender Begriff, der von einigen aus der Ärzteschaft in Deutschland genutzt wird, wenn sie der Meinung sind, dass Menschen aus Ländern rund um das Mittelmeer (zum Beispiel Italien, Türkei, Griechenland) ihre Schmerzen stärker oder dramatischer beschreiben, als sie tatsächlich seien. Der Begriff wird kritisch gesehen, weil er Vorurteile enthält und Menschen aus dieser Region diskriminierend und rassistisch behandelt.
Die Bezeichnung wird verwendet, wenn jemand starke Schmerzen beschreibt, obwohl kein klarer medizinischer Grund (z. B. organische oder traumatische Ursachen wie Verletzungen) dafür gefunden wird, oder wenn die Schmerzen sich auf den ganzen Körper zu beziehen scheinen, obwohl nur eine bestimmte Stelle betroffen ist.
Dabei handelt es sich jedoch um ein Vorurteil, das zu falschen Einschätzungen und therapeutischen Fehlern führen kann, welche die Patientinnen (potenziell lebensgefährlich) bedrohen kann. Dieser Begriff ist nicht wissenschaftlich fundiert, sondern eine Auswirkung von rassistischen Vorurteilen. In Studien – so auch einer 2007 veröffentlichten Querschnittsstudie in internistisch/gynäkologischen Klinikrettungsstellen Berlins auf Basis von Interviews mit 486 Patientinnen – wurde ein Bedarf an objektivierenden Untersuchungen zum Themenkreis „Ethnizität und Schmerz“ hervorgehoben.